# Интеркосмос-6
Интеркосмос-6 — советский научно-исследовательский спутник, запущенный 7 апреля 1972 года в рамках программы международных космических исследований «Интеркосмос» для изучения космических лучей и метеорного вещества в околоземном пространстве. На «Интеркосмосе-6» был осуществлён эксперимент по изучению частиц космического излучения высоких энергий (1012—1013 эВ) и их взаимодействия с веществом, подготовленный учёными шести стран — Венгрии, Монголии, Польши, Румынии, Чехословакии и Советского Союза.
Спутник «Интеркосмос-6» был построен в ЦСКБ «Прогресс» и имел возвращаемую капсулу, в которой размещались научные приборы, созданные кооперацией стран-участниц программы. Обработка и изучение полученных материалов производилась после возвращения капсулы на Землю.

## Конструкция
Космический аппарат «Интеркосмос-6» типа 13КС «Энергия», предназначенный для фундаментальных исследований в области астрофизики, был создан  в куйбышевском ЦСКБ «Прогресс» на основе фоторазведчика «Зенит». Конструкция спутника включала спускаемый аппарат с научной аппаратурой и приборный отсек, в котором размещались служебные системы. Для схода с орбиты использовалась твердотопливная ТДУ. Активная система терморегуляции поддерживала температурный режим аппарата с помощью управляемых жалюзи на приборном отсеке. Управление полётом спутника и научными приборами обеспечивалось командно-телеметрической радиолинией. Источником питания служили химические источники тока, обеспечивавшие достаточное для выполнения программы время работы.
«Интеркосмос-6» был первым запущенным спутником этого типа, и единственным в серии космических аппаратов «Интеркосмос», имевшим возвращаемый на Землю блок научной аппаратуры. Второй аналогичный аппарат типа 13КС «Энергия» был запущен в 1978 году как «Космос-1026».

## Полезная нагрузка
В спускаемом аппарате размещался созданный специалистами ПНР, СССР и ЧССР прибор БФБ-С (Большой Фотоэмульсионный Блок — Спутниковый) для изучения частиц сверхвысоких энергий первичных космических лучей и их взаимодействия с веществом. В состав прибора входил блок из 805 слоёв безподложечной ядерной фотоэмульсии служивший мишенью, с которой происходило взаимодействие частиц, и одновременно регистратором частиц и событий взаимодействия. Каждый слой имел толщину 0,45 мм и размеры 200×600 мм. Для селекции попадающие в мишень первичных частиц по направлениям и величине электрического заряда перед фотоэмульсионным блоком были установлены состоящий из нескольких секций сцинтилляционный детектор и искровая камера с фотографической фиксацией треков. Под фотоэмульсионным блоком были расположены дополнительные слои фотоэмульсии для регистрации электронно-фотонных ливней, возникавших в мишени при взаимодействии высокоэнергичных частиц. Ниже располагались ещё одна искровая камера для определения направления выходящих из мишени ливней вторичных частиц и второй сцинтилляционный детектор, позволявший отличать возникшие в результате взаимодействия в мишени ливни от первичных частиц, прошедших через мишень без взаимодействия. Для анализа энергии частиц, вышедших из мишени, использовался ионизационный калориметр из 15 слоёв свинца толщиной 15 мм каждый, между которыми находились пластинчатые сцинтилляторы, контролируемые фотоумножителями, и детектирующие слои ядерной фотоэмульсии и рентгеновской фотоплёнки. По сигналам от сцинтилляционных детекторов формировались команда, по которой фотографировались треки в искровых камерах и осуществлялась протяжка рентгеновской фотоплёнки в ионизационном калориметре. Было предусмотрено формирование команды по нескольким различным комбинациям импульсов, соответствующим приходу частиц разных энергий с разных направлений, выбор режима работы происходил по команде с Земли. Прибор имел габариты 1,5×1,145×0,85 м при массе около 1200 кг.
Также на спускаемом аппарате были установлены 8 контейнеров научной аппаратуры, разработанной в ВНР, СССР и ЧССР, с ловушками метеорных частиц.

## Научная программа
Происхождение и распространение космических лучей является одной из фундаментальных проблем астрофизики. Кроме того, состав космических лучей и диапазон энергий составляющих их частиц необычайно широк и даёт возможность ставить с их помощью эксперименты в области физики высоких энергий. Вынос таких экспериментов в космос позволяет существенно расширить объём и возможности исследований, поскольку земная атмосфера поглощает значительную часть попадающих в неё космических частиц. Первые космические эксперименты по исследованию частиц высокой энергии первичного космического излучения проводились на спутниках серии «Протон», для более детального исследования энергетических спектров и состава частиц космических лучей и продуктов их взаимодействия с веществом возникла необходимость использовать для их регистрации ядерные фотоэмульсии, которые не могут быть проявлены для дальнейшего изучения на борту космического аппарата. Для проведения таких исследований кооперацией шести стран — Венгрии, Монголии, Польши, Румынии, Чехословакии и СССР — был подготовлен и осуществлён совместный эксперимент на спутнике «Интеркосмос-6», оснащённом возвращаемым на Землю прибором для регистрации и изучения высокоэнергичных частиц. Для Монголии и Румынии это был первый космический эксперимент по программе «Интеркосмос», в подготовке которого они принимали участие. Основными задачами реализованной на аппарате программы были:
- изучение взаимодействия частиц первичного космического излучения с энергией более 1012 эВ с ядрами фотоэмульсии;
- изучение распределения частиц первичного космического излучения при энергиях более 1012 эВ по составу входящих в них ядер;
- изучение энергетического спектра частиц первичного космического излучения в области энергии более 1012 эВ;
- изучение химического состава и физических свойств метеорных частиц.

Из-за ограничений по суммарной экспозиции ядерной эмульсии для спутника была выбрана низкая околоземная орбита, расположенная ниже радиационных поясов Земли, что позволило уменьшить количество высокоэнергичных частиц, проходящих через эмульсионный блок. По этой же причине время выполнения эксперимента было определено в четверо суток.
Запуск «Интеркосмоса-6» был произведён 7 апреля 1972 года с космодрома «Байконур» ракетой-носителем «Восход» (11А57), спутник был выведен на орбиту с апогеем 256 км, перигеем 203 км и наклонением 51,8°. «Интеркосмос-6» стал первым космическим аппаратом, которым управляли специалисты созданного на территории ИКИ АН СССР Центра управления полётом космических аппаратов научного и народнохозяйственного назначения (ЦУП КА ННХН «Рокот», 6-й центр ГЦИУ).
После вывода на орбиту с помощью подаваемых с Земли команд были изучены различные режимы работы прибора и выбран оптимальный алгоритм регистрации частиц высоких энергий. В течение всего полёта осуществлялся телеметрический контроль режимов работы аппаратуры и темпов регистрации частиц. Полная продолжительность эксперимента на борту космического аппарата составила 90 часов. 
11 апреля 1972 года программа экспериментов на борту спутника была завершена и спускаемый аппарат возвращён на Землю. Фотоматериалы, снятые со спускаемого аппарата, были разделены на слои, на каждый слой нанесена координатная сетка и после проведённой чешскими специалистами подготовки они были переданы в лабораторию высоких энергий Объединенного института ядерных исследований в Дубне для проявки. Проявка всех слоёв фотоэмульсии заняла около двух месяцев, после чего они были разрезаны с помощью предоставленного польской стороной высокоточного станка на части, пригодные для исследования под микроскопом. Исследование полученных материалов производилось в научных организациях СССР, ПНР, ЧССР ВНР, МНР и СРР. Изучение полученных с помощью спутников «Энергия» результатов взаимодействия ядер первичных космических лучей высоких энергий с атомными ядрами фотоэмульсии подтвердило высокую эффективность выбранных методов. Были зафиксированы различные атомные ядра высоких энергий и обнаружен процесс коллективного взаимодействия нуклонов при столкновении ядер. Обнаружено несколько электронов с очень высокой энергией, > 1 ТэВ, в том числе один электрон с энергией 5 ТэВ. Впервые наблюдалась частица с энергией 5000 ТэВ, зарегистрированная по возникшим в результате взаимодействия, произошедшего вне стопки фотоэмульсии, вторичным частицам.